# Oculus Rift S
Die Oculus Rift S ist ein VR-Headset mit Inside-out-Tracking, das von Oculus VR, einer Tochter von Meta (vormals Facebook Inc),  am 20. März 2019 vorgestellt wurde. Das Headset ersetzt die Oculus Rift.

## Hardware

### Bildschirm
Die Rift S nutzt ein LCD-Panel mit einer Auflösung von 2560 × 1440 Pixel und einer Bildwiederholrate von maximal 80 Hz.

### Tracking-System
Für das Tracking-System nutzt die Rift S ein sogenanntes „Inside-out-Tracking“. Dies ermöglicht es, auf die zwei oder drei Tracker der ersten Rift, die im Raum platziert werden mussten, zu verzichten. Das Gerät nutzt fünf an der Außenseite eingebaute Kameras, um den Raum zu tracken. So kann die Rift S auch den Videofeed der Kameras auf dem Bildschirm darstellen. Dieses Feature nennt Oculus „Passthrough+“ und gibt an, mit der Softwarelösung namens „Asynchronous SpaceWarp“ ein komfortables Erlebnis mit minimaler Tiefenverzerrung zu ermöglichen.

### Audio
Bei der Rift S wurde auf integrierte Kopfhörer, wie sie bei der Rift CV1 vorzufinden sind, verzichtet. Stattdessen sind Stereolautsprecher ins Kopfband eingebaut. Deren Qualität lässt nach Auffassung von Kritikern zu wünschen übrig. Ein Klinkenstecker für eigene Kopfhörer ist aber auch vorhanden.

### Neu gestaltete Oculus-Touch-Controller
Oculus Rift S nutzt dieselben Controller wie die gleichzeitig erschienene Oculus Quest.

## Kritik
Palmer Luckey, ein Mitgründer von Oculus VR und Mitgestalter der ersten Rift, äußerte in einem Artikel, dass er die Oculus Rift S nicht komfortabel nutzen könne, da das Gerät seinen Augenabstand (Abstand von einer Pupille zur anderen) von 70 mm nicht unterstütze.